# 마당 깊은 집
《마당 깊은 집》은 1990년 1월 8일부터 1990년 1월 30일까지 방영된 문화방송 월화 미니시리즈로, 김원일의 동명 소설을 원작으로 한다.
한편, 이 드라마는 첫 방영일이 1989년 12월 19일이어야 하나 연말연시 특집으로 1990년 1월 8일에 첫 방영되었다. 참고로, 1989년 12월 19일 TV 피처 《아담의 초상》이, 12월 25일 쇼 네트워크 〈89 인기가요〉이, 12월 26일 〈불우이웃돕기 사랑의 미술품 대바자회〉가 각각 방영되었고, 신년 들어 1990년 1월 1일과 2일에는 신년 특선영화 《대부》와 《디어 헌터》가 각각 방영되었다.

## 줄거리
피난지 대구에서 마당 깊은 집이라 불리는 가옥 안에서 살고 있는 주인댁과 피난민 네 가구 등 모두 스물두 명이 작은 사회를 이루는 여섯 집을 무대로 어머니 바느질댁과 세 동생 등 일가의 생계를 짊어진 소년 가장 길남의 성정을 통해 혼란스러웠던 6.25 전후 시대상을 그린다.

## 등장 인물
- 고두심 : 바느질댁 역. 순례 길남 길중 길수의 어머니. 남편은 공산 주의자이고 전쟁 중 월북을 한 것 같다. 항상 경찰이 오면 아버지는 전쟁 중 폭격에 맞아 폭사 했다고 하라고 아이들에게 이야기 한다. 길수를 병으로 잃게 된다.
- 김수미 : 경기댁 역. 경기도 연백군( 북한 지역) 출신이다. 고등학교까지 나왔고 오지라퍼이다. 길수가 체해서 사경을 헤매고 있을때 손을 따서 잠시 연명을 시켜 준다. 하지만 다음날 사망하게 된다.
- 김용림 : 주인집 할머니 역
- 김상순 : 주인 아저씨 역. 직물공장을 운영. 전쟁통에 부자가 되었다. 나중에 마당 깊은 집 세입자들을 몰아내고 거길 정원으로 만들게 되면서 이야기가 끝이 나게 만드는 스토리 크로져 역할.
- 정혜선 : 주인 아줌마 역. 동네에서 금은방을 한다.
- 최은숙: 평양댁 역. 세아이의 엄마이고 억척스레 일을 해서 식구들을 먹여 살린다. 콩나물을 기르는데 콩나물에 물 뿌리는 소리가 시끄럽다며 경기댁과 새벽에 한바탕 한다.
- 최상훈 : 준호 아버지 역. 상이 군인. 북쪽에서 선생님으로 있다가 공산주의 사상에 불만을 가지고 국군 장교로 지원한다. 대위로 예편. 전투중 오른팔을 잃고 갈퀴 의수를 하고 다닌다. 생계를 위해 물건 강매를 하나 자존심 때문에 그마저도 잘 하지 못한다. 장갑을 사러 갔다가 한짝만은 한판다며 문전 박대를 당하고 나중에 윗채의 물건이 없어져서 수색을 한다며 경기댁이 가방을 뒤지려 하는걸 뿌리치다 외판 하던 물건들이 쏟아지며 눈물을 흘린다.
- 김용선 : 준호 어머니 역
- 권재희 : 주인집 식모 역. 후에 윗채 굴뚝 청소를 하러 온 인민군 출신 굴뚝 청소부와 결혼하게 된다.
- 윤순홍: 주인집 큰아들 성준 역. 사립대 법대 보결 입학. 포마드를 머리에 들이 붇고 다니고 늘 칼 주름 잡힌 양복 바지를 입고 다닌다.
- 이경호: 평양댁 큰아들 정태 역. 폐결핵을 앓고 있으며 공산 주의자. 나중에 김천댁과 월북하다가 혼자만 걸려 징역형을 받는다.
- 김경진
- 이경아: 평양댁 둘째 딸 선화 역. 육군 중위와 결혼할 뻔하였으나 오빠의 월북 사건으로 파혼당한다.
- 김응석: 미선이 오빠 역. 치기공사이다.
- 채유미 : 미선 역. 미8군 PX판매원. 영어를 잘한다. 물건을 빼돌리다가 손에 페인트 표식을 당하는 수모를 겪는다. 성준이 꼬실려고 노력한다. 나중에 윗채 주관 크리스마스 파티에서 미8군 대위의 통역을 맡게 되고 그걸 인연으로 사귀게 되어 미국으로 이민가게 된다.
- 한상미: 미선이 동생 역
- 김윤형
- 김희진

## 회차별 부제
- 1회: 서러운 세월이여
- 2회: 은촛대
- 3회: 살며 사랑하며
- 4회: 문턱 위의 눈물
- 5회: 미선이 누나
- 6회: 종이호랑이
- 7회: 서러운 사람들
- 8회: 어디서 무엇이 되어

## 참고 사항
- 한국 전쟁 이후 갖가지 어려움에 시달리던 당시 생활상을 리얼하게 그려 큰 공감을 주었다는 평을 받았다.[1]
- 고두심과 김수미를 드라마에 앞서 시작한 작품이자 화요일 오후 8시에 방송되었던 자사 드라마 《전원일기》와 겹치기 출연으로 비판의 목소리도 있었다[2]